# Politikåret 2005

## Händelser

### Januari
- 1 januari
  - Storbritannien - Freedom of Information Act 2000, en lagstiftning liknande offentlighetsprincipen införs
  - Tyskland - Hartz IV som innebär åtstramningar av de offentliga trygghetssystemen införs.
- 13 januari - Storbritannien, Prins Harry av Wales deltar i en maskerad klädd i nazistuniform, vilket skapar stor debatt.[1]
- 15 januari - Mahmoud Abbas tillträder som ledare för de palestinska myndigheterna.[1]
- 18 januari - Australien, Mark Latham avgår som ledare för Australian Labor Party
- 23 januari - Viktor Jusjtjenko svär presidenteden i Ukraina.[1]
- 24 januari - Ukrainas president Viktor Jusjtjenko möter Rysslands president Vladimir Putin för att förbättra de rysk-ukrainska relationerna.[1]

### Februari
- 3 februari – Ola Rask, ledamot av Sveriges riksdag, avslöjas ha låtit facket betala sonens bostadsrenovering på 920 000 SEK.[1]
- 23 februari – USA:s president George W. Bush genomför en fyra dagars Europaresa, med besök i bland annat Slovakien och Tyskland. Syftet är att förbättra USA:s relationer till flera europeiska stater, som de senaste åren svalnat något.[1]
- 28 februari – Libanons premiärminister Omar Karami avgår efter folkliga protester.[1]

### Mars
- 10 mars – Hongkongs impopuläre ledare Tng Chee-hwa avgår efter åtta år.[1]
- 25 mars – Kirgizistans president Askar Akajev lämnar Kirgizistan.[1]

### April
- 15-23 april – Italien upplever en regeringskris, där Silvio Berlusconi lyckas ombilda sin regering.[1]
- 20-23 april – Historiebeskrivningen om andra sino-japanska kriget i nya japanska skolböcker, som beskriver Nankingmassakern som en "incident", leder till relationsproblem mellan Japan och Kina, de största sedan diplomatin upptogs 1972. Till slut får Kinas president Hu Jintao och Japans premiärminister Junichiro Koizumi träffas för att minska spänningen.[1]
- 24 april – Bennedictus XVI utses till ny påve i Romersk-katolska kyrkan.[1]
- 28 – I Sverige visar DN/Temos undersökning att de borgerliga partierna skulle totalt få 53,5 % av rösterna vid ett val i dag, mot 42,3 % för Sveriges socialdemokratiska arbetareparti, Vänsterpartiet och Miljöpartiet.[1]

### Maj
- 16 maj – Stockholms kommuns finansborgarråd, kommunstyrelseordförande och socialdemokratiske gruppledare Annika Billström petas från posten som socialdemokratisk gruppledare efter lång internstrid i Stockholms stadshus.[1]

### Juni
- 17 juni – I Sverige visar DN/Temos undersökning att Moderata samlingspartiet (31,7 %) passerat Sveriges socialdemokratiska arbetareparti (30,8 %), vilket innebär socialdemokratisk statistisk nedgång med 3,8 procentenheter. Borgerliga blocket leder med 54,5 % mot 42,9 %. Moderata samlingspartiets opinionssiffra är den högsta sedan september 1997. Centerpartiet går framåt, och får 7,2 % mot 5,4 % i majmätningen.[1]
- 24 juni - Nordirland, sir Reg Empey väljs till ny partiledare för Ulster Unionist Party efter David Trimble.
- 30 juni – Spaniens kongress godkänner äktenskap och adoptioner för homosexuella par.[1]

### Juli
- 22 juli – USA:s utrikesminister Condolezza Rice besöker Libanon och träffar Saad Hariri, son till mördade premiärministern Rafiq Hariri.[1]

### Augusti
- 3 augusti – Mahmoud Ahmadinejad tillträder som president i Iran.[1]

### September
- 8 september - Ukrainas president Viktor Jusjtjenko avskedar hela Ukrainas regering efter anklagelser om korruption och mutor.[1]

### Oktober
- 31 oktober – Polens president Alexander Kwasinewski utser konservativa Kazimierz Marcinkiewicz till premiärminister i Polens nya regering.[2]

### November
- 9 november – Sveriges riksdag godkänner med röstsiffrorna 150-39 Sveriges nya asyllag, vilken skall träda i kraft sex dagar senare.[2]
- 22 november – Tysklands förbundsdag godkänner 51-årige Angela Märkel från CDU som ny tysk förbundskansler.[2]

### December
- 19 december – Socialisten Evo Morales blir Bolivias president efter att ha vunnit presidentvalet med 51 % av rösterna. Det betyder att Bolivia för först gången får en indian som president.[2]
- 28 december – Andrej Illarinov avgår som ekonomisk rådgivare då hon menar att Rysslands president Vladimir Putin gör Ryssland "till ett land som inte längre är fritt".[2]

## Val och folkomröstningar
- 9 januari - Palestina, Mahmoud Abbas väljs till ledare för de palestinska myndigheterna.[1]
- 30 januari – Irak genomförs sitt första demokratiska parlamentsval.[1]
- 19 februari – Socialisterna ledda av Jose Socrates vinner absolut majoritet vid parlamentsvalet i Portugal.[1]
- 13 mars – Parlamentsvalet i Kirgizistan präglas enligt OSSE-rapportörer av fusk.[1]
- 1 april – Zimbabwe går till parlamentsval där Robert Mugabes Zanu-PF vinner 55 platser och därmed får de 30 platser som presidenten själv tillsätter, klar majoritet över de 150 platserna. SVT:s Afrikakorrespondent Fredrik Sperling utvisas, anklagad för att ha "brutit mot amenderingen" i ackrediteringen han fick för att bevaka valet. Även två brittiska journalister har anhållits och fängslats.[1]
- 5 maj - Storbritannien, val till parlamentet. Labour behåller sin majoritet och Tony Blair inleder sin tredje period som premiärminister.[1]
- 17 juni och 24 juni - Iran, presidentval i två omgångar. Mahmoud Ahmadinejad vinner i andra omgången och blir ny president.
- 25 juni - Bulgarien, parlamentsval. Socialistpartiet blir störst men får bara drygt 30% av rösterna.
- 3 juli - Albanien, parlamentsval.
- 10 juli – Parlamentsvalet i Kirgizistan vinns av interimspresident Kurmanbek Bakijev med cirka 88 %.[1]
- 1 september – Göran Johansson meddelar att han avgår som Göteborgs socialdemokratiska partistyrelse.[1][förtydliga]
- 12 september – Det Norske Arbeiderpartis Jens Stoltenberg vinner stortingsvalet i Norge.[1]
- 18 september – Tyskland går till nyval som slutar i dödläge. Gerhard Schröder har ingen majoritet för koalition med Die Grünen. Angela Märkel kan bilda en rent icke-socialistisk regering.[1]
- 18 september - Kyrkoval i Svenska kyrkan. De som ska styra de närmaste fyra åren kommer att väljas: lokalt till kyrkofullmäktige eller direktvalt kyrkoråd i församlingen, samfällda kyrkofullmäktige i samfälligheter, stiftsfullmäktige på regional nivå och Kyrkomöte på nationell nivå.
- 11 november – Ellen-Johnson-Sirleaf vinner presidentvalet i Liberia med 59,4 % av rösterna, och blir därmed Afrikas första kvinnliga statschef att väljas till sitt ämbete.[2]
- 15 december – Irak går till parlamentsval, och väljer för första fyraårsperioden efter Saddam Husseins fall.[2]
- 21 november - Kenya, folkomröstning om ny grundlag, som leder till regeringens fall när nej-sidan segrar.

## Organisationshändelser
- 19 februari – Birger Schlaug meddelar att han lämnar Miljöpartiet, i missnöje med synen på tillväxt och svenskt EU-medlemskap.[1]
- 3 april – Feministiskt initiativ bildas i Sverige.[1]
- 11 april – Ardalan Shekrabi avgår som ordförande för Sveriges socialdemokratiska ungdomsförbund efter tre skandaler.[1]
- 2 juni – Hanna Zetterberg  begär entledigande från Vänsterpartiets styrelse samt sina förtroendeuppdrag.[1]
- 3 juni – Karin Svensson lämnar Vänsterpartiet för Miljöpartiet.[1]
- 20 september – Japans premiärminister Junichiro Koizumi väljs om som partiledare för LDP.[1]

## Avlidna
- 20 januari – Per Borten, Norges statsminister 1965–1971.
- 5 februari – Gnassingbé Eyadéma, Togos president 1967–2005.
- 7 februari – Atli Dam, Färöarnas lagman 1970–1981, 1985–1989 och 1991–1993.
- 4 februari – Rafiq Harri, Libanons premiärminister.[1]
- 26 mars – James Callaghan, Storbritanniens premiärminister 1976–1979.
- 2 april – Johannes Paulus II, romersk katolska kyrkans påve sedan 1978.[1]
- 24 april – Ezer Weizman, Israels president 1993–2000.
- 17 juli – Edward Heath, Storbritanniens premiärminister 1970–1974.
- 24 oktober – José Azcona del Hoyo, Honduras president 1986–1990.
- 9 november – K.R. Narayanan, Indiens president 1997–2002.
- 6 december – C.V. Devan Nair, Singapores president 1981–1985.

### Fotnoter
1. 1 2 3 4 5 6 7 8 9 10 11 12 13 14 15 16 17 18 19 20 21 22 23 24 25 26 27 28 29 30 31 32 33 34 35 36 37   När Var Hur 2006. DN
2. 1 2 3 4 5 6 7   När Var Hur 2007. DN